# Wojciech Fortuna
Wojciech Fortuna (Zakopane, 6 augustus 1952) is een voormalig Pools schansspringer.

## Carrière
Fortuna grootste prestatie was het winnen van olympisch goud van de grote schans in Sapporo, op de kleine schans had hij de zesde plaats behaald.

## Belangrijkste resultaten

### Olympische Winterspelen
| Editie | Plaats  | Kleine schans | Grote schans    |
| ------ | ------- | ------------- | --------------- |
| 1972   | Sapporo | 6e            | Gouden medaille |

### Wereldkampioenschappen schansspringen
| Jaar | Plaats  | Resultaten   |
| ---- | ------- | ------------ |
| 1972 | Sapporo | 6e K70 · K90 |